# Limousis
Limousis é uma comuna francesa na região administrativa de Occitânia, no departamento de Aude. Estende-se por uma área de 9,92 km². Em 2010 a comuna tinha 133 habitantes (densidade: 13,4 hab./km²).